# Rodeo Colorado
Rodeo Colorado ist ein kleines Dorf im Nordwesten Argentiniens. Es gehört zum Departamento Iruya in der Provinz Salta und liegt vier Kilometer südwestlich des Dorfes Abra del Sauce.
Rodeo Colorado hat eine Kirche namens Nuestra Señora del Perpetuo Socorro und eine weiterführende Schule, die von Schülern aus den umliegenden Ortschaften besucht wird. Neun Lehrer unterrichten die etwa siebzig Schüler.
In Rodeo Colorado gibt es (Stand 2010) kein Telefon. Auch das Telefonieren mit Mobiltelefonen ist nicht möglich. Es gibt keine Busverbindung nach Rodeo Colorado.

## Tourismus
Es werden Trekkingtouren von Iruya nach Rodeo Colorado angeboten.